# Neosaissetia laos
Neosaissetia laos är en insektsart som först beskrevs av Takahashi 1942.  Neosaissetia laos ingår i släktet Neosaissetia och familjen skålsköldlöss. Inga underarter finns listade i Catalogue of Life.